# Andrea Strnadová
Andrea Strnadová (Praag, 28 mei 1972) is een tennisspeelster uit Tsjechië.
In 1991 werd Strnadová verkozen tot most impressive player van het jaar.
Strnadová nam in 1992 deel aan de Olympische zomerspelen in Barcelona, waar ze met Jana Novotná in de kwartfinale verloor.
Tussen 1992 en 1993 kwam ze vijf maal voor Tsjechië uit op de Fed Cup.
Strnadová was getrouwd met Jason Stoltenberg.